# Grégbeu
 Grégbeu è una città e sottoprefettura della Costa d'Avorio appartenente al dipartimento di Zoukougbeu. Conta una popolazione di 18 475 abitanti (censimento 2014).